# Sebastianappan Singaroyan

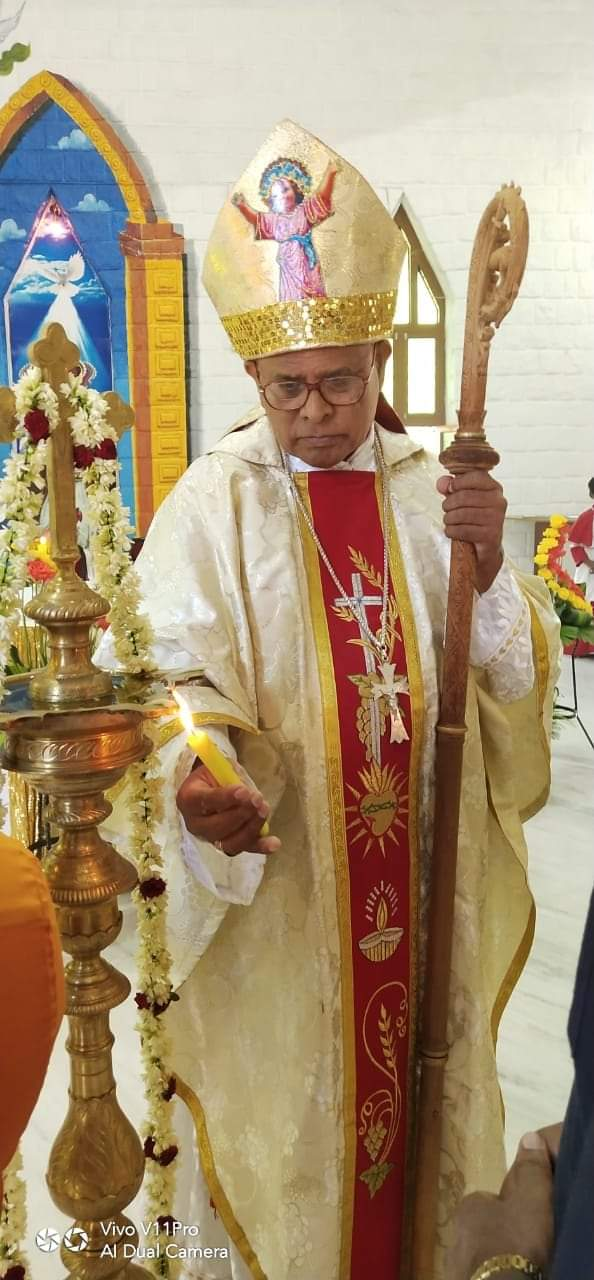
Sebastianappan Singaroyan, 2021

Sebastianappan Singaroyan (* 13. April 1952 in Mel Kathadikuppam, Tamil Nadu) ist ein indischer Geistlicher und emeritierter römisch-katholischer Bischof von Salem.

## Leben
Sebastianappan Singaroyan empfing am 27. Mai 1978 das Sakrament der Priesterweihe.
Am 5. Juli 2000 ernannte ihn Papst Johannes Paul II. zum Bischof von Salem. Der Erzbischof von Pondicherry und Cuddalore, Michael Augustine, spendete ihm am 18. Oktober desselben Jahres die Bischofsweihe; Mitkonsekratoren waren der Erzbischof von Madras-Mylapore, James Masilamony Arul Das, und der Bischof von Coimbatore, Ambrose Mathalaimuthu.
Papst Franziskus nahm am 9. März 2020 das von Sebastianappan Singaroyan vorgebrachte Rücktrittsgesuch an.